# Stamfordscher Garten

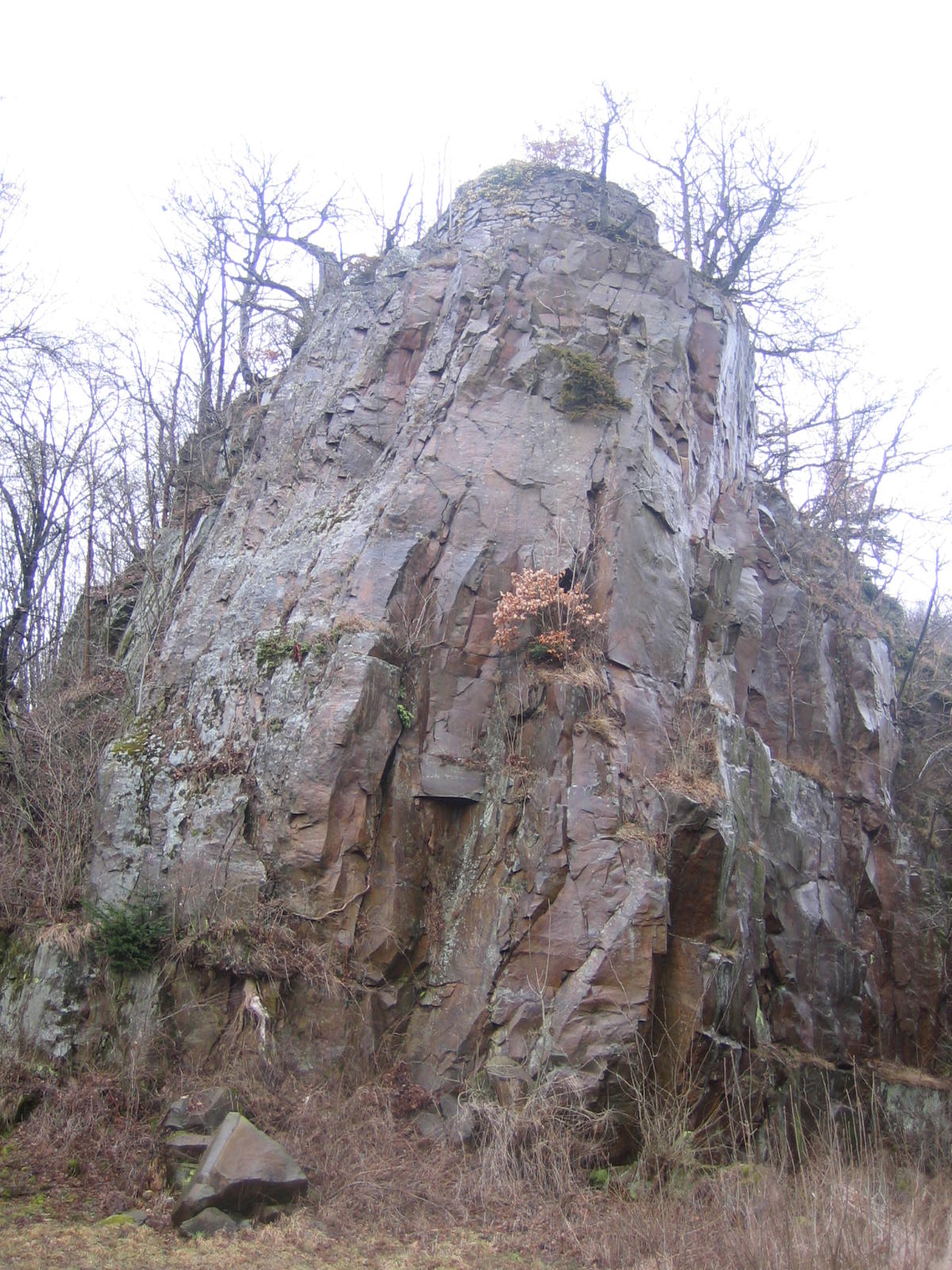
Steinklippe im Stamfordschen Garten

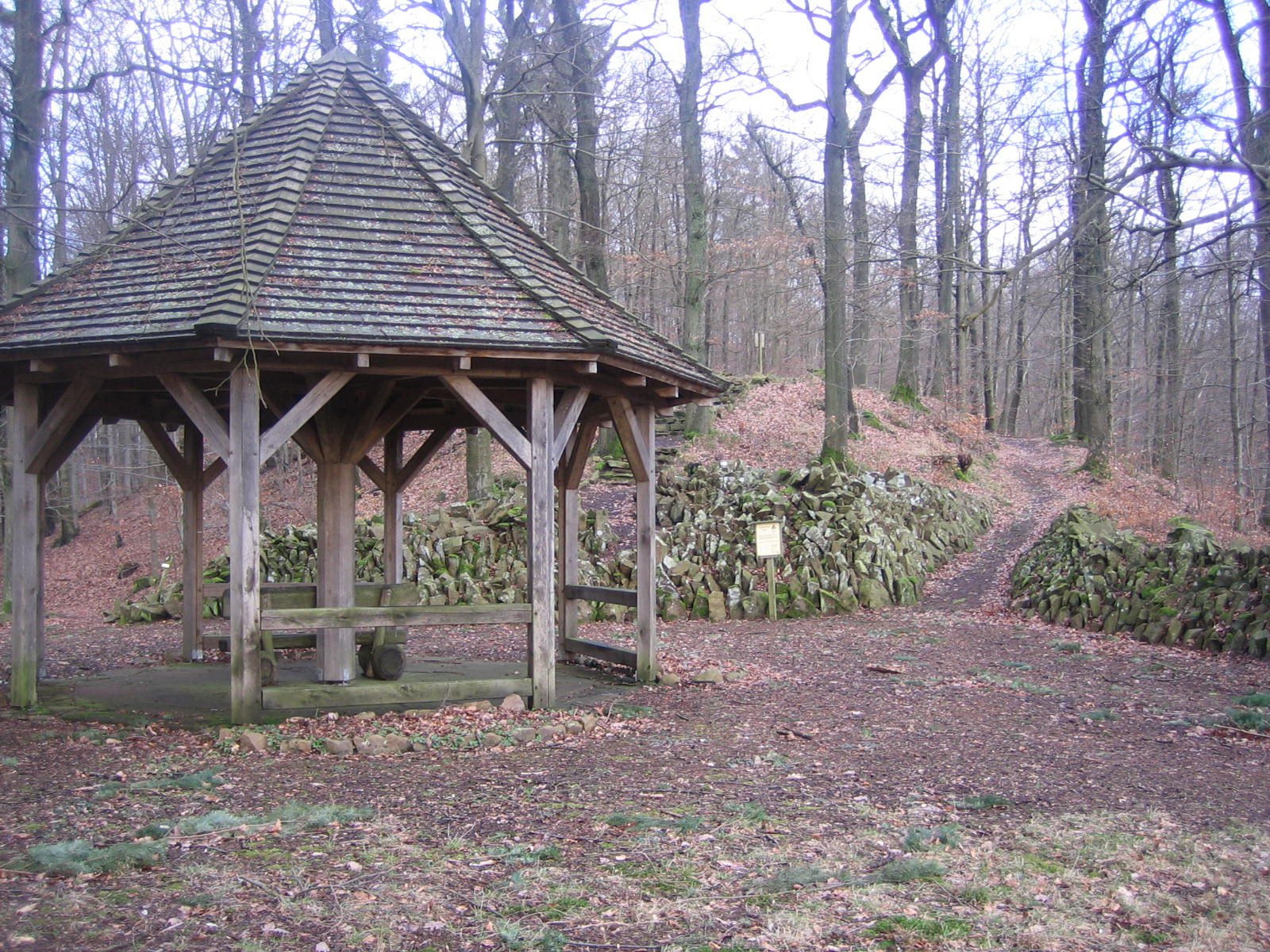
Kalkrück

Der Stamfordsche Garten in Haina im Kellerwald ist ein von der Wohra durchflossener englischer romantischer Garten in Nordhessen. Er umgibt das ehemalige Kloster Haina. Es handelt sich um eine der Natur nachempfundene, künstlerisch gestaltete Park- und Gartenanlage. Die Anlage gilt als eine der ältesten englischen Gartenarchitekturen in Deutschland.

## Geschichte
Im späten 18. und zu Anfang des 19. Jahrhunderts wurde um das ehemalige Kloster Haina nach und nach ein Park angelegt. Der Goethe-Tischbein Johann Heinrich Wilhelm Tischbein schrieb in seinen Erinnerungen („Aus meinem Leben“): Haina ist von drei Seiten mit Wald umgeben; von da zieht sich ein flaches Feld und Wiesental in die Ferne. Die nächsten Umgebungen sind Gärten und Obstbäume, und die Landstraßen sind mit Apfel- und Birnbäumen umsetzt, ebenso die große Fläche, die Gemeine genannt. Der Obervorsteher des Landeshospitals Haina, Johann Ludwig Friedrich von Stamford (1738–1803), griff den Gedanken auf und begann 1789 auf eigene Kosten mit der Gestaltung eines englischen Gartens. Nach seinen Entwürfen wurden die Bereiche Grauhecke und Königsgrund gestaltet. Der Park sollte … zu Lustwandlungen für sämtliche Einwohner und Hospilatiten, für jedermann aus der Gegend … dienen.
Es entstanden Alleen, Schmuckplätze, Grotten, Wasserfälle, Erinnerungsmale und kleine gartenarchitektonische Bauten. Einige Bauten waren mit lyrischen Texten versehen.
Ehemalige Sichtbezüge auf das Kloster sind heute durch nachwachsende Bäume verdeckt. Ein 5 km langer Wanderweg führt durch den Park.

## Gartenarchitektonik

### Kastanienallee
Die Kastanienallee ist der Zugang- und Eingangsbereich der Grauhecke. Die Allee ist noch heute in ihrer ursprünglichen Gestaltung erhalten.

### Aussichtsplatz an der Grauhecke
Am ehemaligen Aussichtsplatz befanden sich eine mit Blumen und amerikanischen Gehölzen gestaltete Aussichtsplattform sowie ein kleiner Tempel, der der verstorbenen Frau Stamfords gewidmet war. Die Inschrift des Tempels lautete: Hier kann mein Geist sich finden; hier kann ich immer rein mein innerstes empfinden und bei mir selber seyn. Was sind der Städter Spiele nur gegen diese Flur? Ich höre nichts, ich fühle nur dich allein Natur! Von dem Aussichtsplatz konnte man bis zur Amöneburg und nach Marburg sehen.

### Philipps-Eiche und antiker Altar an der Grauhecke
Die im ausgehenden 18. Jahrhundert schon umfangreiche Eiche mit damals noch zwei in die Höhe ragenden Ästen regte Friedrich von Stamford dazu an, diesen Ort dem Gedencken des in Gott ruhenden durchleuchtigsten Stifters der Samthospitalien, als Stammvater der beyden Hochfürstlichen hessischen Häuser zu weihen. Die Äste der Eiche symbolisierten die beiden hessischen Fürstenhäuser Hessen-Kassel und Hessen-Darmstadt. Der Hessen-Darmstadt repräsentierende Ast ist mittlerweile abgebrochen. Zum Gedenken an Landgraf Philipp „den Großmütigen“ wurde der noch heute erhaltene antike Altar errichtet. Vor diesem befand sich eine steinerne Urne, die mit einer Inschrift dem Stifter des Hohen Hospitals Haina, Landgraf Philipp, gewidmet war.

### Luisenlust
Die Luisenlust wurde als Aussichtsplatz angelegt und mit Blumen und Gehölzen bepflanzt. Von hier sah man auf die Klosteranlage Haina. Stamford ließ hier eine Pyramide errichten, die an den Besuch des Landgrafen Wilhelm IX. im Jahre 1787 erinnerte. Der Schlangenpfad wurde im 18. Jahrhundert beidseitig mit Terrassen und Bänken versehen und endete an einer „zarten Grotte“ (vermutlich die Steinnische gegenüber der Krankenhauseinfahrt). Auf der Rasentreppe stand ein Postament mit einer Vase; diese ließ Stamford mit einer Inschrift versehen, die zu seiner eigenen Bestimmung Bezug nahm: Fleucht hin ihr Tage meines Lebens! Für mich besetzt und nicht vergebens zu meiner Mitgeschöpfe Glück.

### Hermannsdenkmal und Königsgrund
Im Bereich des Königsteichs befand sich die „Einsiedeley“. Entlang des Königsteichs und Königsgrunds wurden Alleen, ein Blumengarten und elf Wasserfälle angelegt. „An schicklichen Orten“ wurden Denkmäler für den ersten Obervorsteher der Hohen Hospitäler, Heinz von Lüder, den barocken Maler Johann Heinrich Tischbein und dessen Sohn Hans Tischbein angelegt. In einer Nische befand sich das Hermannsdenkmal, das an den Cheruskerfürsten Arminius erinnerte.

### Steinklippe
Der Bereich der Steinklippe entstand erst nach dem Tod Stamfords. Es wurden Nischen, Wege und Treppen in die örtliche Landschaft eingebettet und eingelassen. 1870 wurde die romantische Naturkulisse durch eine Kegelbahn und Gärten für die Bediensteten des früheren Hospitals ergänzt. Die Gärten wurden bis in die 1970er Jahre genutzt.

### Aussichtsplatz Steinklippe
Die Steinklippe hat ihren Namen von dem nahe liegenden Steinbruch, der zur Beschaffung von Baumaterial des Klosters diente. Von der Aussichtsplattform sah man auf das Kloster und in die Umgebung. Das auf dem Plateau befindliche Fachwerkhäuschen ließ der Vorsteher des Klosters Haina, Geheimrat Freiherr Schenk zu Schweinsberg, während seiner Amtszeit 1853 errichten. Die zur Wege-, Stufen und Einfassungsgestaltung benötigten Grauwacken stammen aus dem Steinbruch an der Steinklippe.

### Direktorenbank
1891 übernahm der Mediziner Dr. Otto Scheel die Anstaltsleitung in Haina. Er ließ zwischen 1891 und 1909 eine steinerne Bank und einen steinernen Tisch aufstellen, die man seither Direktorenbank nannte.

### Kalkrück
Die ruinenhafte Anlage am Kalkrück ist der am besten erhaltene Teil der ehemaligen Parkanlage. Der Kalkrück wurde in der ersten Hälfte des 19. Jahrhunderts angelegt und vom damaligen Vorsteher des Hospitals, Friedrich Quentin (1868 bis 1891), während seiner Amtszeit vollendet. Die Terrassen wurden in drei Ebenen angelegt, die durch bruchsteingesäumte Wegen und Treppen verbunden sind. Der romantische Charakter der Gartengestaltung wird durch halbrunde Nischen und die Bepflanzung mit Efeu, Maiglöckchen und Immergrün hervorgehoben.

### Aussichtsplattform Kalkrück
1844 wurde auf dem Kalkrück ein offener, Schiefer-gedeckter, chinesischer Pavillon mit achteckigem Grundriss errichtet. Bis Mitte der 1960er Jahre blieb das Oktogon erhalten. Von der Aussichtsplattform hatte man einen Blick auf die Gesamtanlage des Hospitals. Unterhalb der Aussichtsplattform kreuzt der Tischbein-Wanderweg den englischen Garten.